# Ioan T. Băjenescu
Ioan T. Băjenescu (n. 17 septembrie 1899, Redea, Județul Romanați – d. 17 noiembrie 1987, Craiova, Județul Dolj), a fost colonel de transmisiuni în armata regală, comandantul Regimentului de Transmisiuni de la Cluj.

## Biografie
Împreună cu dr. Alexandru Savopol a construit prima stație de emisie-recepție pe unde scurte din România. A emis mai întâi cu indicativul CV5BI, apoi YR5BI. În 18 martie 1926, cei doi au întemeiat primul radioclub din România, la Craiova și au realizat prima emisiune de radioamatori pe unde scurte din România. Tot împreună cu dr. Alexandru Savopol, la 26 septembrie 1926, sublocotenentul Ioan T. Băjenescu a realizat prima emisiune de radiodifuziune din România destinată publicului larg. Emisiunea a fost auzită în toată Oltenia și au apărut numeroase ecouri în presa din mai toate orașele ținutului.
În noiembrie 1929 se căsătorește, renunțând la propunerea ce i se făcuse cu puțin timp în urmă, de a urma cursurile de specializare la Academia Militară St. Cyr de la Paris - pentru a deveni ulterior ofițer de Stat Major în cadrul armatei române. Soția sa, Lelia Constanța (d. 1980), născută Petrescu, a fost stăpânită de aceeași pasiune, fiind prima femeie radioamator din România. Drumurile sale, ca urmare a carierei militare, l-au purtat la Craiova, apoi la Câmpina, după aceea la Ilva Mică, Iași, Râmnicu Vâlcea, iar Craiova, și așa mai departe. Pasiunea lor este susținută de apariția unor periodice: proaspăta revistă românească "Radiofonia", revista germană de specialitate "Radiowelt", revista franceză "Antenne" sau revista „Science et Vie“. De asemenea, este pasionat de realizarea de emițătoare și receptoare radio de mică putere.
La 2 aprilie 1933, pe când locuiau la Câmpina, vine pe lume fiul lor, Titu-Marius.
La începutul celui de Al Doilea Război Mondial, Ioan T. Băjenescu deținea gradul de căpitan. Este trimis pe front, împotriva sovieticilor, în spatele liniei întâia, pentru a instala legăturile de transmisiuni prin fir și prin radio de la un eșalon la altul. Inițial a fost dislocat în Basarabia, apoi ajungând până la Odessa, unde este rănit și trimis în țară, pentru convalescență. Trece examenul pentru gradul de maior, ulterior fiind avansat la gradul de locotenent-colonel și detașat la Alexandria în calitate de comandant adjunct al unui regiment de transmisiuni.
După 23 august 1944, regimentul de transmisiuni al locotenent-colonelului Băjenescu este trimis pe frontul de vest, până aproape de Budapesta. Este rănit pentru a doua oară în bătălia de la Hódmezővásárhely, la forțarea Tisei. Este avansat la gradul de colonel „cu stea” (în așteptarea avansării la gradul de general care urma să-i fie curând acordat), citat prin ordin de zi pe armata română și trimis în țară pentru a-și reface sănătatea. La sfârșitul anului 1944 este detașat la Cluj, în calitate de comandant al regimentului de transmisiuni. La puțin timp după numire, la 6 martie 1945, ca urmare a epurării din rândul forțelor armate a fostelor cadre militare, colonelul Băjenescu a decis să-și prezinte demisia. După acest moment, Ioan Băjenescu revine cu familia la Craiova, unde deținea o casă.
Fiul său, Titu-Marius Băjenescu este inginer electronist specializat în fiabilitatea sistemelor electronice complexe și a componentelor micro- și nano-electronice, naturalizat în Elveția,  Laureat al premiului "Tudor Tănăsescu" al Academiei Române, Doctor Honoris Causa al Academiei Tehnice Militare din București și al Universității Tehnice a Republicii Moldova (Chișinău).

## Articole publicate
- I. Băjenescu - Emisiunea de amator. Rețeaua amatorilor de recepție radiotelegrafică pe unde scurte, în Radio-Fonia, 8 iulie 1934, pag.31, accesat 27 februarie 2020;;
- I. Băjenescu - Prima emisiune radiofonică din Oltenia, în Sport și Tehnică, nr.10/1969, accesat 27 februarie 2020;
- I. Băjenescu - Acum patru decenii la Radioclubul Craiova, în Sport și Tehnică, nr.2/1972, accesat 27 februarie 2020;
- I. Băjenescu - Rolul radiotechnicei de amator în școlile secundare, în Atheneum, Revistă de ideologie și știință a liceelor militare, An.II, nr.1, 1936, pp.109-116 (818)